# Chiesa di San Rocco (Baselga di Piné)
La chiesa di San Rocco è la parrocchiale a Miola, frazione di Baselga di Piné, in Trentino. Risale al XVI secolo.

## Storia
Il primo luogo di culto dedicato a San Rocco nella località di Miola ha una citazione documentale che risale al 1537.
Nel 1546 la piccola chiesa venne consacrata dall'arcivescovo di Uppsala Olao Magno e pochi anni dopo l'edificio venne ampliato e quasi sicuramente decorato sulle pareti all'interno.
Durante il XVII secolo venne costruita la sacrestia (in seguito demolita) mentre la torre campanaria venne sopraelevata un secolo dopo, attorno al 1754, e nel 1773 venne posato anche il nuovo pavimento nella sala.
La chiesa ebbe dignità curiaziale dal 1910, sussidiaria alla pieve di Piné e subito dopo venne eretto un nuovo edificio religioso, progettato da Natale Tommasi e affiancato al precedente, del quale conservò la dedicazione ed anche la sala, che divenne la sacrestia del nuovo edificio.
La nuova San Rocco venne benedetta nel 1914.
Venne consacrata nel 1927 e nello stesso anno venne elevata a dignità parrocchiale.
Durante il periodo bellico, nel 1944, la chiesa venne decorata in varie sue parti, come la zona absidale e la lunetta sulla facciata a destra.
Nella seconda parte del XX secolo venne realizzato l'adeguamento liturgico e la parte decorata nell'abside pochi anni prima venne in parte imbiancata. 
Un ultimo ciclo di restauri conservativi è iniziato nel 2009. La struttura del campanile è stata rinforzata e si sono apportati altri miglioramenti all'interno.